# 올림푸스 M.Zuiko Digital 60mm F2.8 렌즈
올림푸스 M.Zuiko Digital ED 60mm F2.8 Macro 렌즈는 올림푸스에서 생산한 초점거리 60mm의 마이크로 포서드 마운트 망원 단렌즈이다.

## 개요
올림푸스 M.Zuiko Digital ED 60mm F2.8 Macro는 올림푸스 최초의 마이크로 포서드 마크로 렌즈로 2012년에 발매되었다. 이전에 올림푸스에서 발매하였던 포서드 시스템의 35mm 마크로 렌즈, 50mm 마크로 렌즈는 모두 초점 구동에 따라 렌즈의 길이가 변하는 형식으로 근접 촬영시 작업거리(렌즈 끝단에서 피사체까지의 거리)가 지나치게 짧아지는 문제가 있었으나, 이 렌즈는 초점 구동에 따른 렌즈 길이의 변화가 없는 이너포커스 방식으로 작동하여 작업거리 문제를 해결하였고, 등배 촬영이 가능하여 0.5배 촬영에 불과하였던 50mm 마크로 렌즈의 배율 문제 또한 해결하였다. 리드스크류 스테퍼 모터의 적용으로 AF가 정숙하며 빠르다. 배율 표시기에 가까운 형태의 거리계와 리미터 스위치가 장착되어 있으며, 리미터 스위치는 끝으로 밀어주면 1:1 최단거리로 초점을 자동으로 이동시키는 기능이 있다. 전용 후드 또한 장착한 상태에서 빼지 않고 앞뒤로 슬라이딩시키는 방식으로, 접사와 일반 준망원 렌즈로 사용할 때의 상황에 모두 대응한다. 방진방적 적용으로 역시 방진방적을 지원하는 상급 바디에 물려서 악천후 속에서도 작업을 할 수 있다.

## 사양
| M.Zuiko Digital ED 60mm F2.8 Macro | M.Zuiko Digital ED 60mm F2.8 Macro |
| ---------------------------------- | ---------------------------------- |
| 제품 사진                          |                                    |
| 화각(대각선)                       | 20°                                |
| 광학 구성                          | 10군 13매                          |
| 특수 광학군                        | ED 1매, HR 2매, E-HR 1매           |
| 조리개 구성                        | 7매, 원형                          |
| 최소 조리개                        | F22                                |
| 손떨림 보정                        | 없음                               |
| 방진방적                           | 있음                               |
| 크기                               | ⌀56 x 82mm                         |
| 최단촬영거리                       | 0.19m / 0.4m(리미터 사용)          |
| 무게                               | 185g                               |
| 필터 직경                          | ⌀46mm                              |
| 발매년월                           | 2012/02                            |
| 권장 소비자 가격 $                 |                                    |

## 같이 보기
- 마이크로 포서즈 시스템